# Olav Sunde
Olav Sunde (ur. 17 sierpnia 1903 w Kristianii (Oslo), zm. 10 listopada 1985 tamże) – norweski lekkoatleta, który specjalizował się w rzucie oszczepem.
Dwukrotnie reprezentował Norwegię podczas igrzysk olimpijskich – Amsterdam 1928 oraz Los Angeles 1932. W czasie swego pierwszego olimpijskiego startu wywalczył brązowy medal, a cztery lata później był dziewiąty. Rekord życiowy: 67,04 (1932, Oslo).